# Луцмуйжа
Лу́цмуйжа (латыш. Lucmuiža) — населённый пункт в Циблском крае Латвии. Входит в состав Звиргзденской волости. Находится на берегу озера Лиелайс-Лудзас северо-восточнее города Лудза.
По данным на 2017 год, в населённом пункте проживало 197 человек. Есть библиотека, фельдшерско-акушерский пункт, магазин.

## История
Ранее в селе располагалось поместье Луцмуйжа.
В советское время населённый пункт входил в состав Звиргзденского сельсовета Лудзенского района. В селе располагалась центральная усадьба совхоза «Лудза».